# Thaumasocerus platycerus
Thaumasocerus platycerus là một loài bọ cánh cứng trong họ Cerambycidae.